# Hubenov
Hubenov (en allemand : Steindorf) est une commune du district de Jihlava, dans la région de Vysočina, en République tchèque. Sa population s'élevait à 147 habitants en 2024.

## Géographie
Hubenov se trouve à 9 km à l'ouest de Jihlava et à 107 km au sud-est de Prague.
La commune est limitée par Ježená au nord, par Vyskytná nad Jihlavou à l'est, par Dvorce au sud, et par Mirošov et Boršov à l'ouest.

## Histoire
La première mention écrite de a localité date de 1366.

## Transports
Par la route, Hubenov se trouve à 11,5 km de Jihlava et à 121 km de Prague.